# Torpedostekelmakreel
De torpedostekelmakreel (Megalaspis cordyla) is een straalvinnige vis uit de familie van de horsmakrelen (Carangidae) en de orde van de baarsachtigen (Perciformes).

## Beschrijving
De vis kan maximaal 80 centimeter lang en 4000 gram zwaar worden. De vis heeft twee rugvinnen, de eerste met acht stekels, de tweede met één stekel gevolgd door achttien tot twintig vinstralen, verder een aarsvin met drie stekels en zestien of zeventien vinstralen.

## Leefomgeving
De torpedostekelmakreel komt in zeewater en brak water voor. De soort komt voor in tropische wateren in de Grote en Indische Oceaan (zie verspreidingskaartje). De torpedostekelmakreel is een roofvis die leeft in scholen en zich ophoudt in kustwateren op een diepte van 20 tot 100 meter.

## Relatie tot de mens
Megalaspis cordyla is voor de visserij van commercieel belang, vooral in de wateren rond Indonesië en Maleisië. Sportvissers vangen de vis ook geregeld, maar zijn daar meestal niet bewust op uit.